# Argie (Océanide)
Pour les articles homonymes, voir Argie.
Argie  (en grec ancien Ἀργεία / Argeía) est, dans la mythologie grecque archaïque, une Océanide, fille d'Océan et de Téthys et épouse du dieu-fleuve Inachos.

## Famille
Ses parents sont les titans Océan et Téthys. Elle est l'une de leur multiples filles, les Océanides, généralement au nombre de trois mille, et a pour frères les Dieux-fleuve, eux aussi au nombre de trois mille. Ouranos (le Flot) et Gaïa (la Terre) sont ses grands-parents tant paternels que maternels.
Selon Hygin, elle épouse son frère, le dieu-fleuve Inachos.